# Тадрос, Альберт
Альберт Фахми Тадрос (араб. ألبير فهمى تادرس‎, 8 августа 1914, Каир, Египетский хедиват, Османская империя — 4 апреля 1993) — египетский баскетболист. Участник летних Олимпийских игр 1936, 1948 и 1952 годов, чемпион Европы 1949 года, бронзовый призёр чемпионата Европы 1947 года.

## Биография
Альберт Тадрос родился 8 августа 1914 года в египетском городе Каир.
Играл в баскетбол за «Замалек» из Эль-Гизы.
В 1936 году вошёл в состав сборной Египта по баскетболу на летних Олимпийских играх в Берлине, занявшей 19-е место. Провёл 4 матча.
В 1947 году в составе сборной Египта завоевал бронзовую медаль чемпионата Европы в Праге.
В 1948 году вошёл в состав сборной Египта по баскетболу на летних Олимпийских играх в Лондоне, занявшей 17-е место. Провёл 4 матча.
В 1949 году стал победителем чемпионата Европы в Каире.
В 1952 году вошёл в состав сборной Египта по баскетболу на летних Олимпийских играх в Хельсинки, занявшей 12-е место. Провёл 4 матча, набрал 8 очков (по 4 в матчах со сборными Чили и Кубы).
Умер 4 апреля 1993 года.